# 4156 Okadanoboru
4156 Okadanoboru је астероид главног астероидног појаса са средњом удаљеношћу од Сунца која износи 2,699 астрономских јединица (АЈ).
Апсолутна магнитуда астероида је 12,1.